# Himouto! Umaru-chan
Himouto! Umaru-chan (干物妹！うまるちゃん, Himōto! Umaru-chan, Himōto! Umaru-chan) és un manga japonès creat per Sankaku Head. Es va començar la serialització en la revista seinen màniga setmanal Young Jump de Shueisha des del 14 de març de 2013. S'ha recollit en sis volums tankōbon.
La sèrie se centra en Umaru Domatge, una noia d'institut que viu amb el seu germà gran Taihei. En l'institut, Umaru sembla l'estudiant ideal, bonica, treu les millors notes, i molts altres talents. Una vegada que arriba a casa, no obstant això, es torna una vaga que passa el seu temps per aquí, jugant videojocs, i constantment en funció del seu germà gran, molt al seu pesar. En el transcurs de la sèrie, personalitats alternatives d'Umaru ajuden a convertir-se en amiga de les seves companyes de classe Kirie Motoba, que té una reputació de mirar a la gent; i Sylphynford Tachibana, una rival de l'escola molt competitiva; tots dos dels quals resulten ser germanetes dels companys de treball de Taihei.

## Personatges
Umaru Doma (土間 埋, Doma Umaru)
Veu: Aimi Tanaka
És la protagonista de la història, a l'escola és una noia perfecta, amable, bella i molt intel·ligent. No obstant això, a la seva casa canvia per complet a ser una noia gandula, otaku molt empipadora, principalment amb el seu germà gran Taihei, a qui sempre li diu "germanet" (onii-chan). La seva millor amiga és Nana Ebina, companya de classe i veïna del pis de baix i més tard també de Kirie Motoba.
Taihei Doma (土間 大平, Doma Taihei)
Veu: Kenji Nojima, Miyu Tomita (jove)
És el germà gran d'Umaru. Umaru no és realment la seva germana, només una convidada que ha començat a viure al seu pis. És més responsable que la seva germana, a més de posseir un treball en administració, on treballa amb dos amics de la infància. Sent pànic al moment de conduir un acte real a causa que no és igual als exàmens de maneig, en els quals va treure la millor qualificació.
Nana Ebina (海老名 菜々, Ebina Nana)
Veu: Akari Kageyama
La millor amiga de Umaru i resident en els mateixos departaments que on viu Umaru i son germà. És bastant tímida i fàcilment es posa vermella o nerviosa. És provinent d'Akita i de tant en tant esmenta alguns dialectes comuns del seu lloc d'origen. Està enamorada de Taihei a causa que després del seu viatge d'Akita a Tòquio va ser la primera persona a mirar-la als ulls (ja que gran part de la gent mirava directament al seu exuberant pit) i tractar-la amablement.
Sylphynford Tachibana (橘・シルフィンフォード, Tachibana Shirufinfōdo)
Veu: Yurina Furukawa
Una noia bufona i adinerada que ha demostrat ser molt intel·ligent. Té una personalitat molt alegre i competitiva. Ella mateixa s'ha declarat rival d'Umaru, per la qual cosa sempre competeix contra ella en gairebé tot, i li agrada cridar l'atenció, principalment quan Umaru és present. Li agraden els videojocs i l'anime igual que al seu germà gran, no obstant això, ella evita el món otaku quan el seu germà és a prop, a causa que creu que el seu germà la veuria amb mals ulls. Va competir un parell de cops contra Umaru a través d'uns videojocs. Umaru, estava disfressada, aleshores ella no sap que estava competint contra la seva rival. Així i tot, són molt amigues.
Kirie Motoba (本場 切絵, Motoba Kirie)
Veu: Haruka Shiraishi
Una noia amb una aura fosca i que ha provocat por a més d'una persona amb la seva mirada, encara que en el fons és una noia tímida i amb dificultats per socialitzar. Mestressa en secret a Umaru malgrat no tenir molt valor per parlar amb ella. Després de gairebé descobrir el secret d'Umaru, ella confon la seva aparença "chibi" com la germana petita d'Umaru, la qual passa a cridar Komaru, i li demana que sigui la seva mestra.
Takeshi Motoba (本場 猛, Motoba Takeshi)
Veu: Hiroki Yasumoto
És el germà gran de Kirie i company de treball i d'escola de Taihei. La seva característica principal és la de tenir un pentinat afro molt distingit, però és molt alegre. El seu sobrenom és Bomber i també es creu que Umaru és en veritat un alumne exemplar.
Alex Tachibana (橘・アレックス, Tachibana Arekkusu)
Veu: Tetsuya Kakihara
És el germà gran de Sylphynford i kohai de Taihei. Manté una actitud més tranquil·la i callada, a més de ser un otaku igual que la seva germana.
Kanau Kongou (金剛 叶, Kongō Kanau)
Veu: Ami Koshimizu
És la cap de treball de Taihei, Takeshi i Alex al seu torn que va ser companya d'escola dels dos primers esmentats. No suporta per molt temps a Takeshi, però ha demostrat estar enamorada de Tahei des de l'escola fins a l'actualitat en el seu treball.